# Lê Quốc Quân
Lê Quốc Quân (sinh ngày 13 tháng 9 năm 1971) là một luật sư, một blogger và nhân vật bất đồng chính kiến Việt Nam. Ông được xem là một nhà hoạt động xã hội nhân quyền tại Việt Nam.
Lê Quốc Quân cũng là giám đốc và là người đại diện theo pháp luật của công ty TNHH Giải Pháp Việt Nam, trụ sở ở Hà Nội.
Ông bị bắt ngày 27 tháng 12 năm 2012 và bị tù 30 tháng do tội 'Trốn thuế' theo quy định tại Khoản 3, Điều 161 Bộ Luật Hình sự. Ngày 27 tháng 6 năm 2015 ông ra tù.

## Hoạt động nhân quyền
Trước năm 2007, ông là nhà tư vấn cho Ngân hàng Thế giới và Quỹ Phát triển Liên Hợp Quốc UNDP tại Việt Nam. Là một tín đồ công giáo, ông từng được hai tổ chức trên khen ngợi vì dám lên tiếng bảo vệ quyền tự do tôn giáo và thể chế chính trị đa nguyên.
Ngày 8 tháng 3 năm 2007, sau khi tham gia một khóa học của tổ chức Quốc gia Hỗ trợ Dân chủ (National Endowment for Democracy) ở Mỹ, ông bị bắt sau khi trở lại Việt Nam. Phản ứng trước sự kiện này, ứng cử viên Tổng thống Mỹ John McCain, và nguyên ngoại trưởng Mỹ Madeline Albright, đã viết thư phản đối, và tổ chức Amnesty International gọi ông là Tù nhân lương tâm. Đại sứ Mỹ Michael Marine đã mời vợ ông tới dùng trà tại tòa đại sứ nhưng bị ngăn trở.
Nhà cầm quyền Việt Nam buộc tội ông là đã có những hành động nhằm lật đổ chính quyền nhân dân, nhưng không chính thức mang ông ra tòa. Ba tháng sau, ông được phóng thích.
Ngày 10 tháng 4 năm 2011, ông lại bị bắt cùng với Phạm Hồng Sơn khi định tới quan sát vụ án xử Cù Huy Hà Vũ. Cả hai người bị giữ với lý do là "phá hoại trật tự công cộng". Vợ ông Sơn, bà Vũ Thu Hà, cho biết là ông Sơn đã bị công an dùng gậy đánh trước bị bắt giam. Sau khi chính phủ Mỹ và các tổ chức nhân quyền kêu gọi thả hai người, cả hai đã được cho về vào ngày 13 tháng 4.
Ngày 29 tháng 1 năm 2009, luật sư Quân tham dự cuộc diễn hành của một số tín đồ Công giáo vào tại Nhà thờ Lớn Hà Nội nhằm yêu sách đòi chính quyền Việt Nam trả lại khu đất mà họ cho là thuộc quyền sở hữu của nhà thờ. Sau này ông kể lại cho các nhà phóng viên là ông đã bị đánh đập bởi những người giữ trật tự trong cuộc diễn hành. Tháng 7 năm 2012, trang Independent Catholic News tường thuật là ông đã bị đe dọa bởi báo chí nhà nước vì những hoạt động của ông cho giáo phận của mình. Công an đã lục xét văn phòng của ông và định mang ông về đồn công an, nhưng bị ngăn chặn bởi những người ủng hộ ông 
Tháng 8 năm 2012, luật sư Quân bị tấn công bởi một nhóm người khi đang trên đường trở về nhà ở Hà Nội vào khoảng 8 giờ tối. Ông cho biết theo ông nghĩ cuộc tấn công này có liên hệ tới công an, bởi ông từng đã bị gây phiền toái trước đó.
Ngày 28 tháng 12 năm 2012, luật sư Quân bị bắt vì bị cáo buộc tội danh trốn thuế. Ông được cho là đã tuyệt thực để phản đối việc bắt giam trái pháp luật. Trước khi bị bắt, luật sư Quân đã gửi một thư ngỏ chia sẻ tâm tư và ước vọng của mình về tương lai dân tộc Việt Nam, được trang web của đảng Việt Tân đăng tải lại.
Đêm 30 tết Giáo Ngọ (2014) gia đình luật sư Lê Quốc Quân nhận được thư từ trong tù do ông bí mật chuyển ra có đoạn: "Tôi sẵn sàng ngồi tù cho đến chết nếu điều đó là tốt đẹp hơn cho Tổ quốc và Nhân dân Việt Nam anh hùng...Tôi có một mong muốn tột bậc là tự do – dân chủ - nhân quyền được có thật trên quê hương yêu dấu này. Đó là nền tảng cho ấm no và hạnh phúc bền lâu cho Đồng bào."

## Những cáo buộc và bản án
Theo các phương tiện truyền thông trong nước, luật sư Quân bị các cáo buộc đã từng tham gia tụ tập đông người, kích động gây rối trật tự công cộng, hủy hoại tài sản, chống người thi hành công vụ:
"Ông Nguyễn Trọng Tình, tổ trưởng dân phố, người được chính quyền phân công trực tiếp giáo dục Quân cho biết thêm: Quá trình 6 tháng thực hiện quyết định của UBND phường Yên Hòa về giáo dục Lê Quốc Quân tại xã, phường, Lê Quốc Quân hoàn toàn bất hợp tác, không khai báo tạm vắng, không chấp hành giấy triệu tập làm việc của chính quyền, không viết kiểm điểm, không những thế còn tham gia gây rối trật tự công cộng."
Một bài báo trên tờ "Hà nội mới" viết: "Đi từ đám đông gây rối đòi đất đến tham gia đoàn biểu tình chống Trung Quốc, dù khoác áo "yêu nước" nhưng Lê Quốc Quân đã thể hiện thái độ coi thường pháp luật, lộ rõ động cơ chống đối và đòi lật đổ Nhà nước Cộng hòa xã hội chủ nghĩa Việt Nam, phủ nhận vai trò lãnh đạo của Đảng Cộng sản Việt Nam. Để phục vụ động cơ đó, Lê Quốc Quân kích động và lợi dụng chính những người biểu tình để gây mất ổn định an ninh chính trị, sau đó đưa lên internet những thông tin xuyên tạc tình hình đất nước, xuyên tạc đường lối, chính sách của Đảng và Nhà nước, chia rẽ khối đại đoàn kết toàn dân, kích động chia rẽ quan hệ giữa quần chúng nhân dân với các cấp chính quyền, công khai đòi thay đổi chế độ... Động cơ, hành vi của Lê Quốc Quân thực chất là đi ngược lại lợi ích của đất nước, của nhân dân và cần phải bị lên án, xử lý theo pháp luật."
Ngày 2 tháng 10 năm 2013, cơ quan điều tra Hà Nội đã đưa ra những chứng cứ của công ty Trách nhiệm hữu hạn Giải Pháp Việt Nam: Lập khống hợp đồng thuê chuyên gia, các phiếu thu, phiếu chi cho chuyên gia, mua bán hóa đơn khống, sử dụng các hóa đơn, chứng từ bất hợp pháp để hạch toán, cân đối doanh thu của công ty, chi phí đầu vào… Tổng số tiền thuế thu nhập doanh nghiệp đã trốn theo điều tra là 645.225.197 đồng, trong đó năm 2010 là 235.768.125 đồng, năm 2011 là 409.457.072 đồng. Tòa án Hà Nội đã xử giám đốc công ty Trách nhiệm hữu hạn Giải Pháp Việt Nam, Lê Quốc Quân về tội danh trốn thuế và tuyên phạt án 30 tháng tù. Tuyên phạt 2 lần số tiền thuế đã trốn đối với Công ty Trách nhiệm hữu hạn Giải Pháp Việt Nam với số tiền là 1.290.450.394 đồng (tương đương với khoảng 60 ngàn đô la USD).

## Án phúc thẩm và phản ứng
Ngày 18.02.2014 tòa phúc thẩm TP Hà Nội y án 30 tháng tù giam vì Tội Trốn thuế theo Điều 161 Bộ Luật Hình sự đối với luật sư bất đồng chính kiến Lê Quốc Quân.

- Một ngày trước phiên phúc thẩm luật sư bất đồng chính kiến Lê Quốc Quân, tổ chức Human Rights Watch (HRW) kêu gọi xóa bỏ bản án đối với ông. Thông cáo của HRW cũng chỉ ra rằng ông Quân bị bắt hôm 27/12/2012, chỉ hơn một tuần sau khi ông có bài viết chỉ trích Điều 4 Hiến pháp về quyền lực tối cao của Đảng Cộng sản trên BBC Tiếng Việt. Mãi tới tháng 10/2013 ông mới được mang ra xét xử tội danh Trốn thuế.[21]
- Hành vi của Lê Quốc Quân vi phạm pháp luật Việt Nam. Tuy nhiên, Lê Quốc Quân đã tiến hành các hoạt động chống phá, kêu gọi những ngươi gọi là "dân chủ" để bác bỏ bản án ciủa Toàn án. Hành động của Lê Quốc Quân là chối bỏ sự thật, đáng bị lên án. Nên nhớ, tội trốn thuế là một trong những tội đáng bị lên án nhất ở các nước phương Tây.[22]
- Sau đó Liên hiệp châu Âu EU ra thông cáo bày tỏ quan ngại về chuyện mức án 30 tháng tù đối với luật sư Lê Quốc Quân được giữ nguyên. Hồi tháng 8 năm 2013, Nhóm Làm việc của Hội đồng Nhân quyền Liên Hợp Quốc về Giam giữ Tùy tiện nhận xét rằng việc giam giữ ông Quân là tùy tiện vì vi phạm tiêu chuẩn xét xử công bằng.[23]
- Ông Quân cũng là một trong bốn người được Hoa Kỳ nêu đích danh và muốn Việt Nam trả tự do ngay lập tức tại phiên kiểm điểm nhân quyền tại Liên Hợp Quốc hôm 5/2/2014 tại Geneva.[23]

| “ | Việc chính quyền Việt Nam sử dụng các điều luật thuế để bỏ tù những người chỉ trích chính phủ vì họ bày tỏ quan điểm chính trị một cách ôn hòa là điều gây lo ngại. | ” |
| — | |   |

- Mười bốn tổ chức phi chính phủ cùng 'lên án' việc tòa phúc thẩm ở Hà Nội giữ nguyên bản án 30 tháng tù với luật sư Lê Quốc Quân. Các tổ chức đồng ký tên lên án bản án mới nhất bao gồm ARTICLE 19, Phóng viên Không Biên giới, Media Legal Defence Initiative, Freedom House, Avocats-sans-Frontières, Lawyers for Lawyers, Lawyer's Rights Watch Canada, English PEN, PEN American Center, the National Endowment for Democracy, International PEN, Media Defence Southeast Asia, Front Line Defenders, và the World Movement for Democracy.[24]

| “ | Chính quyền Việt Nam bắt giữ và kết án ông Quân vì [ông đã] bóc trần những vi phạm nhân quyền và việc làm sai trái mà truyền thông do nhà nước kiểm soát từ lâu đã phớt lờ. | ” |
| — | |   |

| “ | Việc Việt Nam tiếp tục trấn áp những người bảo vệ nhân quyền đặt ra những câu hỏi bức bối về tư cách thành viên Hội đồng Nhân quyền Liên Hợp Quốc của họ. | ” |
| — | |   |

| “ | Việt Nam đã "giả điếc" trước những lời kêu gọi trả tự do ngay lập tức cho ông Quân. | ” |
| — |                                                                                     |   |

## Những động thái ủng hộ
Hai(2) tuần sau khi luật sư Lê Quốc Quân bị Tòa án Nhân dân Hà Nội kết tội trốn thuế, 57 Nghị Sĩ ở Quốc hội Nauy viết thư gửi cho Thủ tướng Nguyễn Tấn Dũng yêu cầu trả tự do cho luật sư Lê Quốc Quân và trả lại cho luật sư Quân quyền được gặp gia đình.
Văn Bút Quốc tế PEN đòi trả tự do tức khắc và vô điều kiện cho luật sư Nhân quyền và tác giả nhật ký điện tử Lê Quốc Quân
Trong một Thông cáo/Kháng thư phổ biến ngày 11 tháng 10 năm 2013 trên Mạng Lưới Hành Động Khẩn Cấp, Ủy ban Văn Bút Quốc tế Bênh Vực Nhà Văn bị Cầm Tù lên tiếng phản đối bản án 30 tháng tù giam và số tiền lớn mà tòa sơ thẩm Hà Nội đã tuyên phạt luật sư Nhân quyền và tác giả nhật ký điện tử nổi tiếng Lê Quốc Quân.
Theo ký giả Marianne Brown, sáng thứ Tư 2/10/2013, tại Hà Nội, khoảng 500 người đã tham gia một cuộc tuần hành khiến cho giao thông trong thủ đô bị tắc nghẽn trong hơn 1 giờ đồng hồ cho đến khi họ bị cảnh sát chặn họ lại. Nhóm người này đều mặc áo phong, tay cầm cành cọ biểu trưng cho hòa bình, tuần hành bày tỏ sự ủng hộ ông Quân, một trong những nhà hoạt động và viết blog có tiếng tăm ở Việt Nam.
Một số thanh niên gốc Việt tại California, Hoa Kỳ ủng hộ việc làm của luật sư Quân bằng cách thắp nến và cầu nguyện cho ông vào ngày 7 tháng 7 năm 2013 ở gốc đường Bolsa và đường Moran thuộc thành phố Westminter của Nam California.
Một số giáo sĩ và tín hữu Công giáo đã tổ chức những buổi cầu nguyện cho ông như tại giáo xứ Phúc Lộc (Nghệ An), nhà thờ Thái Hà (Hà Nội), giáo xứ Thanh Xuân (Giáo phận Vinh).
Một số nghị sĩ ở các quốc gia như Mỹ, Canada, Úc và Pháp đã gửi thư cho lãnh đạo chính quyền Việt Nam yêu cầu trả tự do cho ông.
Nhiều tổ chức, cá nhân và chính khách đã tổ chức các hoạt động mừng sinh nhật của ông.
Hàng ngàn người từ nhiều địa phương khác nhau đã cùng kéo về tham dự phiên tòa xử LS Lê Quốc Quân hôm mùng 2 tháng 10 năm 2013 để ủng hộ bị cáo. Họ đã bị lực lượng công an và bảo vệ chặn lại.
Phản ứng trước phiên toàn vào tháng 10, Lãnh sự quán Mỹ ở Việt Nam lên tiếng quan ngại về bản án nhằm bỏ tù những người chỉ trích chính phủ như luật sư Lê Quốc Quân. Tờ Wall Street Journal cho rằng bản án này sẽ ảnh hưởng xấu cho quan hệ Mỹ và Việt Nam. Đảng Việt Tân bác bỏ bản án mà họ cho là nhằm dập tắt tiếng nói dân chủ và nguyện sẽ đồng hành với luật sư Lê Quốc Quân. Trước đó, tổ chức Human Rights Watch kêu gọi chính quyền Việt Nam bỏ thủ thuật trốn thuế để kết tội luật sư Quân.
Ngay sau phiên tòa, Hội đồng Luật Gia Quốc tế (ICJ) nhận định rằng việc kết án ông Lê Quốc Quân, một luật sư bảo vệ nhân quyền tại Việt Nam đã vi phạm những tiêu chuẩn quốc tế về quyền được xét xử một cách công bằng.
Song song đó, tổ chức Ân xá Quốc tế tuyên bố Việt Nam phải lập tức thả ngay người luật sư và nhà hoạt động nhân quyền nổi tiếng bị giam giữ hôm nay vì những cáo buộc có ẩn ý chính trị.
Hai ngày sau phiên tòa, Liên Hợp Quốc qua Ủy Hội cho Nhân quyền (UN high Commisssioner For Human Rights) đã lên tiếng bày tỏ sự quan ngại nghiêm trọng về bản án, yêu cầu chính phủ Việt Nam xét lại bản án đối với ông Lê Quốc Quân và phương thức tố tụng đang tiếp tục đe dọa và hạn chế quyền tự do ngôn luận và lập hội.

12 tổ chức bảo vệ nhân quyền (Media Legal Defence Initiative, Media Defence-Southeast Asia, Lawyers for Lawyers, Avocats Sans Frontières, Front Line Defenders, Access, English PEN, Reporters Without Borders, the Electronic Frontier Foundation, ARTICLE 19, Index on Censorship và Lawyers’ Rights Watch Canada) tố cáo  bắt luật sư Quân bởi những hoạt động vì tự do ngôn luận. Nhóm Công tác của Liên Hợp Quốc về Giam giữ Trái phép kết luận rằng việc giam giữ ông Quân là "tùy tiện" và trái với Hiến chương Nhân quyền cũng như Công ước Quốc tế về các Quyền Dân sự và Chính trị. Kết luận này được loan báo đúng ngày Việt Nam trở thành thành viên Hội đồng Nhân quyền Liên Hợp Quốc hôm 12/11/2013.
Hôm 07/10, ngay trước thềm chuyến thăm Đức của ông Nguyễn Tấn Dũng, một Giáo sư từ thành phố Neustadt thuộc phía Tây nước Đức cùng một nhóm 158 dân biểu liên bang, tiểu bang, dân cử, các học giả, trí thức, nhân sỹ, linh mục, nghệ sĩ, nhà báo,... ký tên, đã gửi thư cho bà Angela Merkel đề nghị nữ Thủ tướng Đức 'cứng rắn và mạnh mẽ' yêu cầu nhà cầm quyền Việt Nam trả tự do 'tức khắc và vô điều kiện' cho Luật sư Lê Quốc Quân.

## Ra tù
Ngày 27 tháng 6 năm 2015 ông Quân được trả tự do sau 30 tháng chịu án tù. Trả lời phỏng vấn BBC, ông Quân cho rằng việc ông bị bắt giữ và bỏ tù không làm thay đổi gì tới ý muốn "làm những gì tốt đẹp nhất cho Việt Nam" của ông, nhưng có thể ông sẽ có một số điều chỉnh về cách thức đấu tranh.

## Vinh danh
Luật sư Quân được tuần báo Nouvel Observateurs vinh danh là một trong 50 người góp phần làm cho bộ mặt nhân loại thay đổi trong tương lai. 50 người này là những nhà chính trị, kỹ nghệ gia, nhà khoa học và những nhà đấu tranh ở các quốc gia còn bị cai trị bởi những chế độ hà khắc.
Ngày 11 tháng 10 năm 2013, Lê Quốc Quân đã được Mạng lưới nhân quyền Việt Nam có trụ sở tại California vinh danh cùng với 2 người khác là kỹ sư Trần Huỳnh Duy Thức và ông Nguyễn Hoàng Quốc Hùng vì những đóng góp cho nhân quyền tại Việt Nam.
Ngày 26 tháng 8 năm 2014, 14 hội đoàn (ARTICLE 19, Electronic Frontier Foundation, Reporters Without Borders, Amnesty International USA, Center for International Law (Centerlaw), Philippines, English PEN, Front Line Defenders, Lawyers for Lawyers (L4L, Lawyers' Rights Watch Canada (LRWC), Media Defence – Southeast Asia (MDSEA), Media Legal Defence Initiative (MLDI), National Endowment for Democracy (NED), Réseau Avocats Sans Frontières / ASF Network và World Movement for Democracy) lại viết thư cho chủ tịch nước, thủ tướng Việt Nam, cho tổng thống Obama và đại diện của EU tại Hà Nội về việc mà họ cho là bắt bớ độc đoán, đòi thả ông Lê Quốc Quân, một người mà họ cho là một luật sư nhân quyền và blogger đáng kính trọng.